# St. Zeno (Ladir)

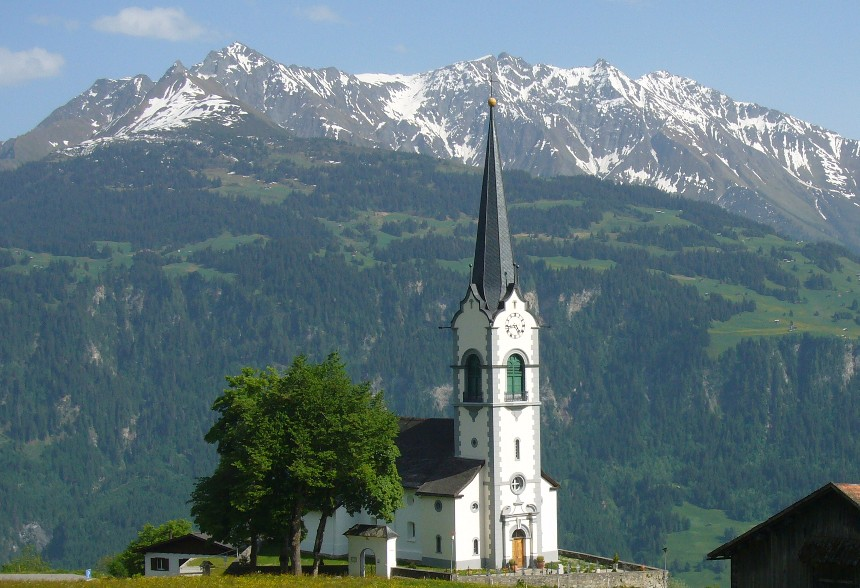
Katholische Kirche Ladir

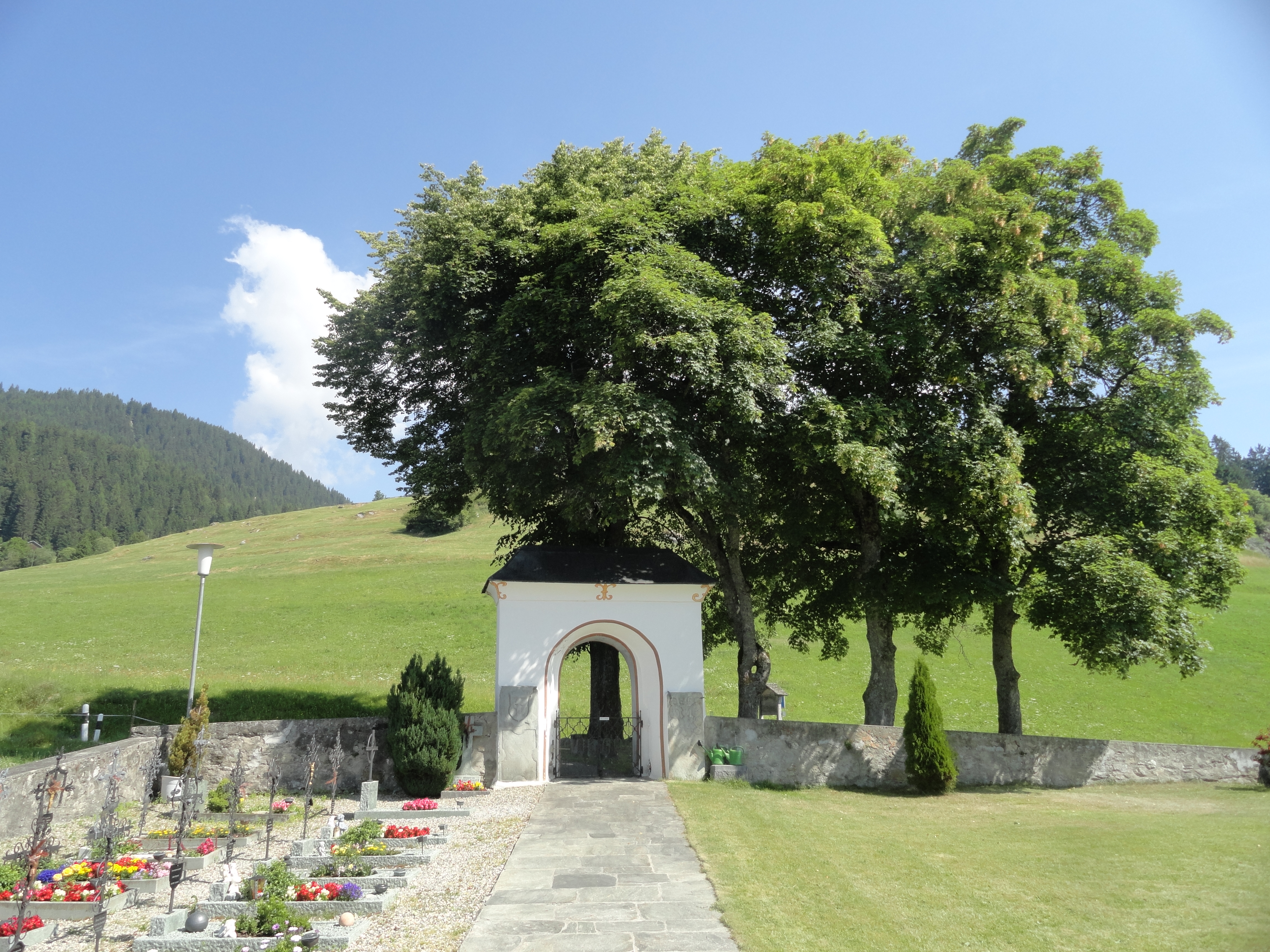
Eingangsportal

Die Katholische Pfarrkirche St. Zeno steht östlich ausserhalb des Dorfes Ladir in der Surselva im schweizerischen Kanton Graubünden. Sie ist dem heiligen Zenon von Verona geweiht.

## Geschichte

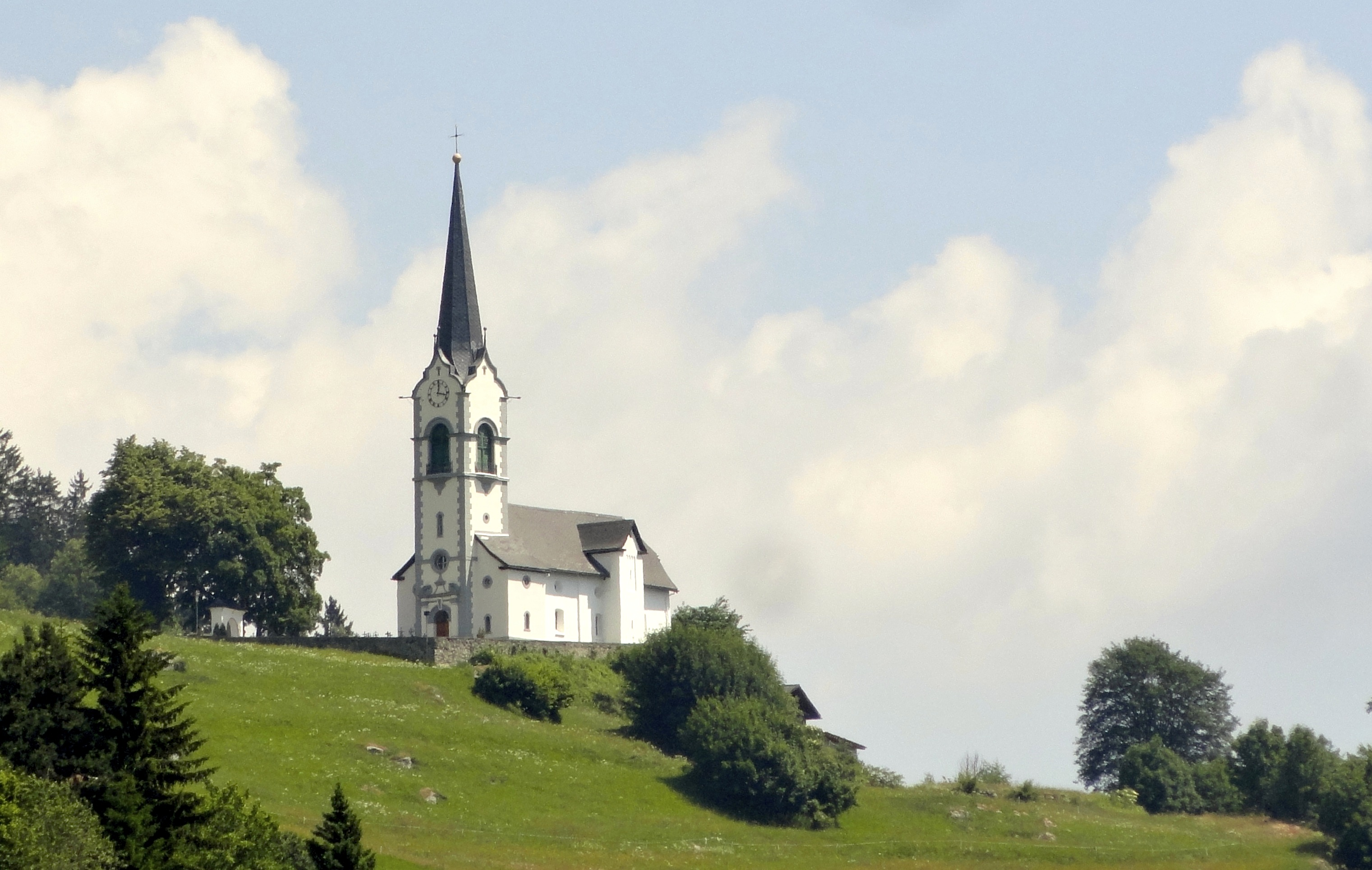
Ansicht von Ruschein

In einem karolingischen Urbar aus dem Jahr 831 erscheint die Kirche von Ladir als Besitz des Klosters Pfäfers. In einer Urkunde aus dem Jahr 991 wird das Patrozinium von St. Zeno genannt. Von diesem frühmittelalterlichen Bau haben sich keine Teile mehr erhalten, aus romanischer Zeit stammen die unteren Geschosse des Turmes. In einem Visitationsprotokoll von 1643 wird die Kirche als enger Bau mit gewölbtem Chor und Holzdecke beschrieben. Der Chorbogen war mit Bildern der Evangelisten und Kirchenväter bemalt. 
Um 1710 erfolgte ein Neubau. Der Turm und die Anbauten im Westen stammen aus dem Jahr 1901, Architekt war August Hardegger. Am 22. November 1901 wurden drei Glocken der Giesserei Rüetschi von Bonaduz mit Pferden nach Ilanz transportiert. Alle Männer von Ladir und einige aus dem Nachbardorf Ruschein halfen mit, die Glocken den Berg hinauf nach Ladir zu transportieren; die Strasse war noch nicht gebaut.  Bis 1972 waren die Zifferblätter am Turm nur aufgemalt, dann wurde auf der Dorfseite eine Uhr eingebaut. Seit 1964 steht die Kirche unter Bundesschutz.

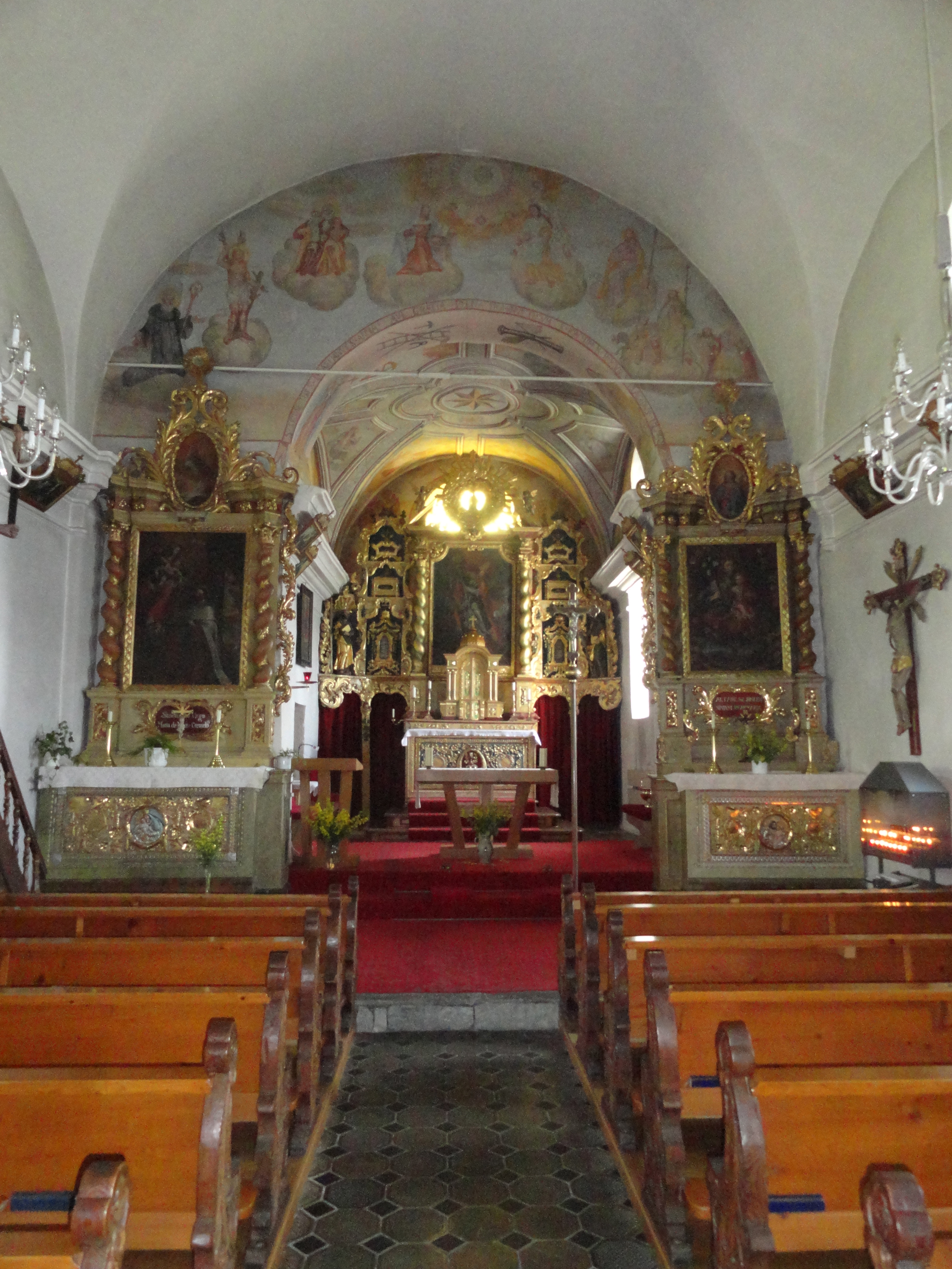
Innenraum

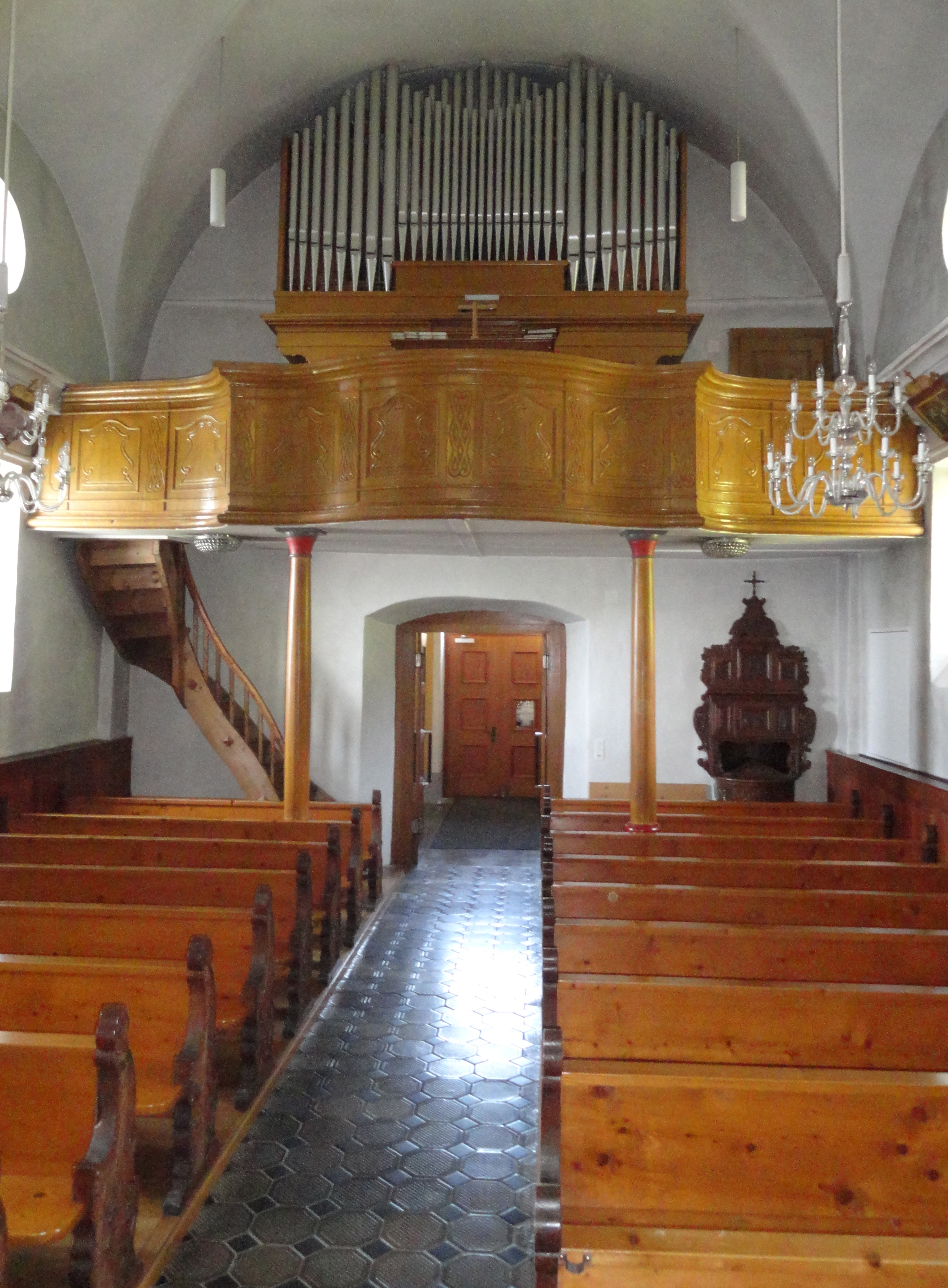
Empore mit Orgel

## Beschreibung und Ausstattung
Das geostete Gebäude besteht aus einem einschiffigen Langhaus mit Tonnengewölbe und eingezogenem Chor mit Kreuzgewölbe. Die barocken Malereien im Chor und am Chorbogen von Johannes Sepp wurden 1961 aufgedeckt.
Der barocke Hochaltar dürfte um 1710 entstanden sein. Der Mittelteil mit dem Bildnis des Patrons St. Zeno mit Angelrute und Fisch wird durch zwei goldschimmernde gewundene Säulen eingerahmt. 1760 wurde er renoviert und durch Seitenaufbauten erweitert.
Die beiden Flügel eines spätgotischen geschnitzten Altars aus dem Ende des 15. Jahrhunderts stehen heute im Landesmuseum Zürich. Der geschnitzte Schrank des Taufbeckens stammt aus der Zeit um 1700, die Kanzel um 1680.

## Orgel
Die Orgel mit 12 Registern auf zwei Manualen und Pedal wurde 1945 als Occasionsinstrument von Oberbuchsiten durch die Firma Orgelbau Goll eingebaut. Der Gehäuseunterbau wurde vom Vorgängerinstrument übernommen, das aus dem 19. Jahrhundert stammte und dem Orgelbauer Sylvester Walpen (1767–1837) zugeschrieben wird.

## Glocken
Im Kirchturm hängen vier Kirchenglocken aus Bronze, die 1901 und 1902 (Glocke 2) bei H. Rüetschi in Aarau gegossen wurden.
Die Daten im Überblick:
| Glocke | Durchmesser | Gewicht  | Schlagton | Inschrift |
| ------ | ----------- | -------- | --------- | --- |
| 1      | 128 cm      | 1270 kg0 | es'       | GLORIA DEO, PAX QUE VIVIS, QUIS DEFUNCTIS DEUM LAUDO VIVOS VOCOS, MORTUOS PLANGO, FULGURA FRANGO, FESTA DECORO – ECCE MATER TUA                    |
| 2      | 111 cm      | 865 kg   | f'        | A FULGURE RT TEMPESTATE LIBERA NOS DOMINE – MEMORESTE CONGREGATIONIS TUA E QUAM POSSEDISTI AB INITIO. PS. LXIII,2                                  |
| 3      | 100 cm      | 633 kg   | g'        | AVE MARIA, GRATIA PLENA, DOMINUS TECUM – VERBUM CARO FACTUM EST, ET HABITAVIT IN NOBIS. IOAN. I,14 – S. CAROLUS BORROMAEUS, S. MARIA DECOR CARMEUM |
| 4      | 086 cm      | 406 kg   | b'        | OFFER DEO DUM RESONO, VOTA TUORUM |

## Sage

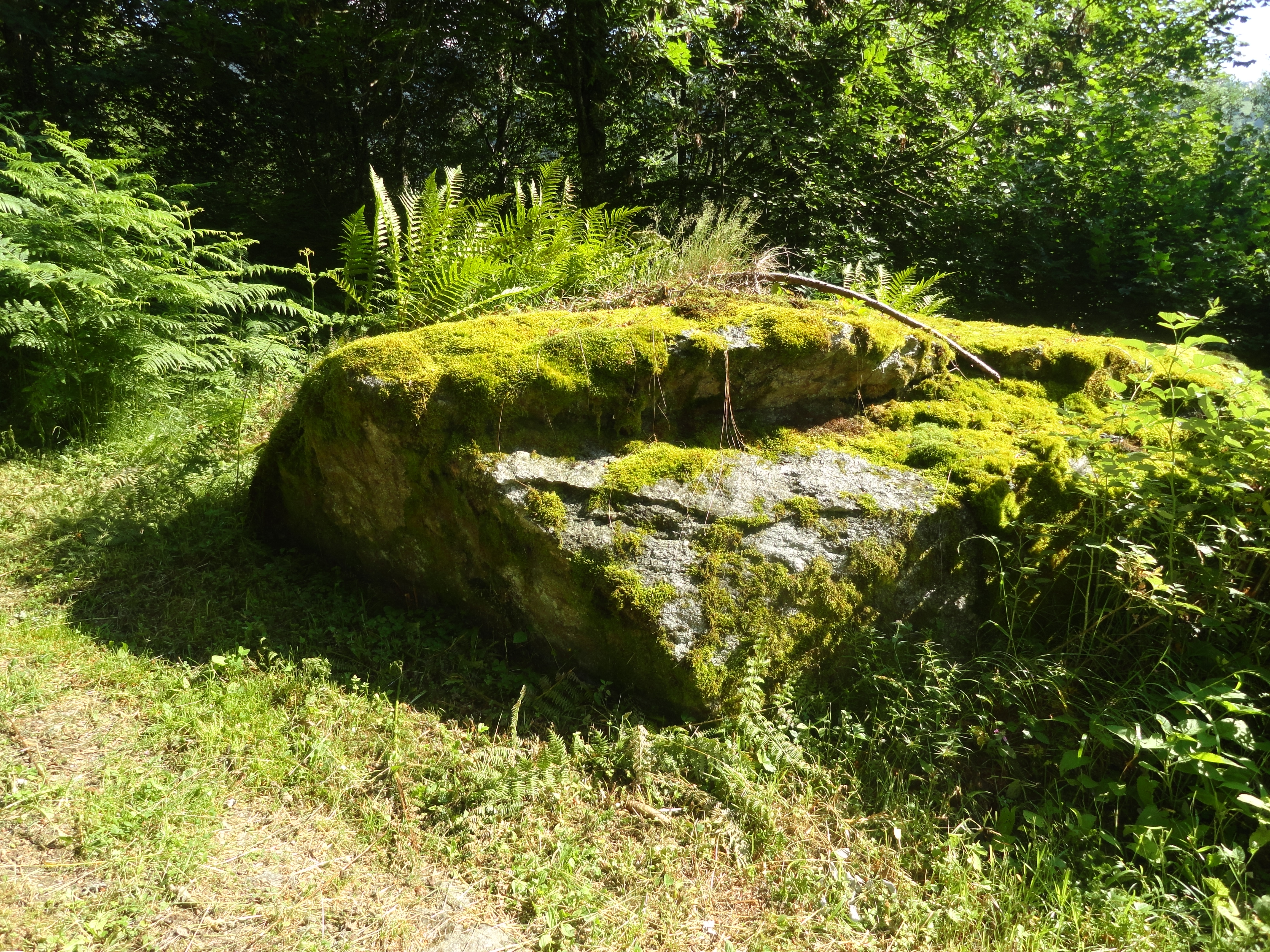
Stein des Heiligen Zeno

Nach der Sage soll der heilige Zeno in Ladir gelebt und in der Umgebung gepredigt haben. Der Teufel war neidisch auf den Erfolg des Heiligen und wollte den eben begonnenen Bau der Kirche verhindern. Er holte einen grossen Stein aus dem Rhein, trug ihn den Wald hinauf und wollte mit ihm die Kirche zertrümmern. Unterwegs ruhte er sich aus und legte den Stein zu Boden. Wie er nun rastete, kam der heilige Zeno den Wald herab, um in der Ebene zu predigen. Als er den Teufel erblickte, kniete er auf diesem Stein nieder und betete. Dadurch nahm er dem Teufel die Macht, den Stein wieder zu heben und zwang ihn durch sein Gebet, die Gegend zu verlassen.
Der Stein des Heiligen Zeno (Crap da Sogn Sein) liegt oberhalb von Schluein am Rande der alten Strasse, die Ladir mit Schluein verbindet. Die zwei Vertiefungen auf der Oberseite sehen so aus, wie wenn ein Mensch auf dem Stein gekniet hätte. Auch heute noch legen Vorübergehende hin und wieder einen kleinen Tannenzweig in die Vertiefungen.